# Pyramides (stanice metra v Paříži)
Pyramides je přestupní stanice pařížského metra mezi linkami 7 a 14. Nachází se v 1. obvodu v Paříži pod Avenue de l'Opéra u křižovatky s ulicí Rue des Pyramides.

## Historie
Stanice byla otevřena 1. července 1916 při prodloužení linky 7 v úseku Opéra ↔ Palais Royal. 15. října 1998 bylo otevřeno nástupiště nové linky 14.

## Název
Jméno stanice je odvozeno od názvu ulice Rue des Pyramides, která byla pojmenována podle vítězné bitvy u pyramid v roce 1798 během Napoleonova tažení do Egypta.

## Vstupy
- Avenue de l'Opéra
- Rue de l'Échelle
- Rue des Pyramides